# Йохан де Бір
Йохан де Бір (англ. Johan de Beer; нар. 6 січня 1972) — колишній південноафриканський тенісист.
Найвищу одиночну позицію світового рейтингу — 397 місце досяг 15 листопада 1993, парну — 92 місце — 21 лютого 1994 року.
Найвищим досягненням на турнірах Великого шолома було 2 коло в парному розряді.
Завершив кар'єру 1994 року.

## Фінали Туру ATP за кар'єру

### Парний розряд: 1 (0–1)
| Результат | W/L | Дата     | Турнір      | Покриття | Партнер         | Суперники            | Рахунок  |
| --------- | --- | -------- | ----------- | -------- | --------------- | -------------------- | -------- |
| Поразка   | 0–1 | Кві 1993 | Дурбан, ПАР | Тверде   | Маркос Ондруска | Лен Бейл Байрон Блек | 6–7, 2–6 |

## Титули на челленджерах

### Парний розряд: (4)
| Ранг | Рік  | Турнір            | Покриття | Партнер       | Суперники                         | Рахунок       |
| ---- | ---- | ----------------- | -------- | ------------- | --------------------------------- | ------------- |
| 1.   | 1993 | Цинциннаті, США   | Тверде   | Кевін Ульєтт  | Вейн Артурс Леандер Паес          | 7–6, 6–4      |
| 2.   | 1993 | Бронкс, США       | Тверде   | Кевін Ульєтт  | Вейн Артурс Грант Дойл            | 7–6, 7–6      |
| 3.   | 1993 | Порту, Португалія | Ґрунт    | Брент Гейгарт | Крістіан Бранді Федеріко Мордеган | 6–2, 2–6, 7–6 |
| 4.   | 1994 | Шербур, Франція   | Килим    | Ніл Брод      | Доналд Джонсон Кент Кіннієр       | 7–6, 2–6, 6–3 |